# Huta Partacka
Huta Partacka (prononciation : [ˈxuta parˈtat͡ska]) est un village polonais de la gmina de Puszcza Mariańska dans le powiat de Żyrardów de la voïvodie de Mazovie dans le centre-est de la Pologne.
Il se situe à environ 6 kilomètres au sud-est de Puszcza Mariańska (siège de la gmina), 12 kilomètres au sud de Żyrardów (siège de la Powiat) et à 51 kilomètres au sud-ouest de Varsovie (capitale de la Pologne).

## Histoire
De 1975 à 1998, le village appartenait administrativement à la voïvodie de Skierniewice.